# Arturo Reyna
Arturo Israel Reyna (* 14. September 1998) ist ein mexikanischer Leichtathlet, der sich auf den Hindernislauf spezialisiert hat.

## Sportliche Laufbahn
Erste internationale Erfahrungen sammelte Arturo Reyna im Jahr 2015, als er bei den Jugendweltmeisterschaften in Cali mit 6:08,89 min im Vorlauf über 2000 m Hindernis ausschied. Bei den Crosslauf-Weltmeisterschaften 2017 in Kampala gelangte er nach 27:25 min auf den 82. Platz im U20-Rennen und im Juli belegte er bei den U20-Panamerikameisterschaften in Trujillo in 9:07,48 min den fünften Platz über 3000 m Hindernis. 2023 belegte er bei den Panamerikanischen Spielen in Santiago de Chile in 9:01,06 min den achten Platz.
2022 wurde Reyna mexikanischer Meister im 3000-Meter-Hindernislauf.

## Persönliche Bestleistungen
- 5000 Meter: 14:14,41 min, 27. Februar 2022 in Monterrey
- 3000 m Hindernis: 8:39,13 min, 3. Juni 2023 in Gresham